# 産業教育センター
一般財団法人産業教育センター（さんぎょうきょういくセンター）は、労働安全衛生法に基づく技能講習講座などを実施している法人。福岡県筑紫野市にある。元厚生労働省所管。

## 概要
- 所在地
  - 〒818-0003 福岡県筑紫野市大字山家2080-24
- 設立 -
- 主な実施講習
  - フォークリフト運転技能講習
  - 玉掛け技能講習
  - 小型移動式クレーン運転技能講習
  - 高所作業車運転技能講習
  - 車両系建設機械運転技能講習（整地・運搬・積込及び掘削用）
  - 車両系建設機械運転技能講習（解体用）
  - 車両系建設機械運転技能講習（基礎工事用）
  - 不整地運搬車運転技能講習
  - 移動式クレーン運転実技教習 （実技試験免除）
  - 小型車両系建設機械（整地等）運転特別教育
  - クレーン運転特別教育
  - 高所作業車運転特別教育
  - 2級土木施工管理技術検定試験受験準備講習会